# William Thomas Brande

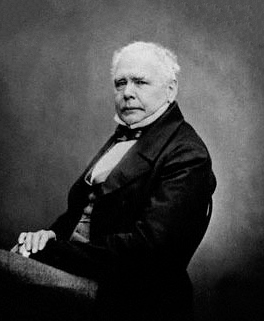
William Thomas Brande

William Thomas Brande (* 11. Januar 1788 in London; † 11. Februar 1866 in Tunbridge Wells, Kent) war ein englischer Chemiker.
1813 wurde er Nachfolger von Sir Humphry Davy als Professor für Chemie an der Royal Institution in London.
Ebenfalls 1813 wurde er mit der Copley Medal ausgezeichnet.

## Werke
- Manual of Chemistry, 1819
- Handbuch der Materia Medica und Pharmacie, 1826
- Outlines of Geology, 1829

## Bibliographie
- Horne, Alan John: A Bibliography of William Thomas Brande, 1788–1866. [London:] Royal Institution Library, 1955.